# Gabriel Ardant
Gabriel Ardant, né à Bex (Suisse) le 29 janvier 1906 et mort à Paris le 26 juin 1977, est un haut fonctionnaire, inspecteur des finances, économiste, spécialiste de l'histoire de l'impôt.

## Biographie
Gabriel Ardant, après des études au lycée Carnot, entreprend des études de philosophie, de droit à la faculté de droit de Paris et de sciences politiques à l'École libre des sciences politiques.
Reçu au concours de l'inspection générale des finances en 1929, il est collaborateur de divers cabinets ministériels avant-guerre. Il participe au Comité supérieur des économies en 1932 et au Comité de réforme administrative  (CRA) en 1938.
En 1943, il rejoint Pierre Mendès-France à Alger comme conseiller économique et financier dans le cadre du Comité français de libération nationale (CFLN), puis du Gouvernement provisoire.
En 1946, il est conseiller technique au cabinet du président du gouvernement provisoire. Auprès de Félix Gouin, il travaille à la création d’un organe permanent de réforme administrative sur le modèle du Commissariat général au Plan. Il est ensuite nommé secrétaire général du comité central d'enquête sur le coût et le rendement des services publics. De 1953 à 1959, il est commissaire général à la productivité. En 1959, le commissariat général à la productivité est fusionné avec le commissariat général du plan de modernisation et d’équipement.
Après 1958, il rejoint les cadres de l'inspection des finances, où il est inspecteur général depuis 1956, et s'attache à l'étude de l'histoire de l'impôt et aux problèmes du sous-développement, publiant à ce sujet des articles, notamment dans Le Monde Diplomatique

## Œuvres
- Pierre Mendès France et Gabriel Ardant, La science économique et l'action, UNESCO - Julliard, 1954, 230 p.
- Pierre Mendès-France et Gabriel Ardant, Science économique et lucidité politique, Idées Gallimard, 1973, 384 p.
- Gabriel Ardant, Le monde en friche, PUF, 1960[4]
- Gabriel Ardant, Plan de lutte contre la faim, PUF, 1964[5]
- Gabriel Ardant, Théorie sociologique de l'impôt, Imprimerie nationale, 1965[6],[7]
- Gabriel Ardant, Histoire de l'impôt. Tome 1 : De l’Antiquité au XVIIe siècle ; Tome 2 : Du XVIIIe siècle au XXe siècle, t. 1 & 2, Fayard, 1972 (couronné par l'Académie française en 1975)